# Bunchosia hartwegiana
Bunchosia hartwegiana là một loài thực vật thuộc họ Malpighiaceae. Loài này có ở Colombia và Panama.